# Малтийски конвои
Малтийските конвои са серия от съюзнически британско-американски конвои, които доставят до Малта необходимото снаряжение, продукти и суровини за издържане на морската и въздушна блокада на острова, наложена от Оста през Втората световна война в периода 1940 – 1943 г. – до края на северноафриканската кампания.
В средата на 1942 г. са провалени 2 юнски операции под кодовите наименования „Харпун“ и „Вигерес“, след като от 17 транспортни съда в пристанището на Малта пристигат само 2 съда. През август по време на движението към Малта на поредния британски морски конвой под кодовото наименование „Пиедестал“ при преминаването му през Сицилианския пролив устоява на масираните удари на германските и италиански подводници, торпедни катери, бомбардировачи и торпедоносци и по този начин спасява жителите на Малта от гладна смърт, въпреки че от 14 изпратени транспортни съда до Малта достигат едва 5, които стоварват 55 000 тона различни товари, боеприпаси и нефт.
В битката за морския подвоз към Малта само Великобритания губи 1 самолетоносач, 2 крайцера, 1 разрушител, 9 транспортни съда и 350 морски офицери и моряци. Фашистка Италия не успява да спре изцяло подвоза към острова, с което да го накара да капитулира, а след огромните човешки и други загуби, въпреки победата в операция „Меркурий“, фюрерът категорично забранява изпълнението на подобни десантни операции за превземането на укрепени острови.
По този начин британците запазват контрола си върху владения от тях остров Малта непрекъснато и през целия период на Втората световна война посредством малтийските конвои и въпреки загубите в жива сила и техника.